# Disturbo d'ansia da separazione
Il disturbo d'ansia da separazione (SAD, Separation Anxiety Disorder) è una condizione psicologica in cui la persona affetta mostra un'ansia eccessiva al momento di lasciare la propria casa o di separarsi da persone a cui è particolarmente attaccato (ad esempio genitori, parenti, educatori). 
Secondo la definizione data dall'APA, il disturbo d'ansia da separazione consiste nella manifestazione inappropriata ed eccessiva di paura e malessere al momento di separarsi da casa o da una specifica figura di riferimento. L'ansia espressa è classificata come atipica rispetto al livello di sviluppo atteso e all'età del soggetto. La gravità dei sintomi varia dal disagio preventivo a veri e propri attacchi di ansia al momento (o anche solo al pensiero) della separazione.
Questo disturbo può avere notevoli conseguenze negative nella vita di tutti i giorni, negli ambiti sociale, emotivo, familiare, fisico e nel contesto accademico e scolare. Per essere diagnosticato come ansia da separazione, il disturbo deve persistere per almeno quattro settimane ed essere presente prima del compimento dei diciott'anni di età.

## Prevalenza
I disturbi d'ansia sono attualmente il tipo più comune di psicopatologia tra i giovani, con un'incidenza che va dal 5% al 25% nel mondo. Di questi, una parte rilevante sono diagnosticati come disturbi di ansia da separazione, arrivando a rappresentare fino al 50% dei disturbi d'ansia per cui si rende necessario un trattamento psicoterapeutico. Si ritiene che il disturbo d'ansia da separazione sia, tra i disturbi d'ansia, quello che si presenta in età più precoci. Il disturbo d'ansia da separazione inoltre colpisce approssimativamente il 7% delle persone adulte.
Le ricerche sembrano suggerire che il 4.1% dei bambini soffra di ansia da separazione a livello clinico. In circa un terzo di questi casi il disturbo persisterà nell'età adulta se non si procede al trattamento. Si stanno ancora studiando le possibili implicazioni di un'insorgenza precoce del disturbo, e l'eventualità che questo possa rappresentare un fattore di rischio nello sviluppo di problemi mentali nell'adolescenza e in età adulta. Si presume che una percentuale molto più alta di bambini soffra di una forma lieve di ansia da separazione che per questo non viene diagnosticata. Diversi studi hanno riscontrato una maggiore incidenza del disturbo d'ansia da separazione nelle femmine rispetto ai maschi, e una correlazione tra l'assenza di una figura paterna e un aumentato rischio di sviluppare la condizione nelle femmine.

## Classificazione
Il disturbo d'ansia da separazione non va confuso con l'ansia da separazione, che si verifica come un normale stadio di sviluppo in bambini sani e senza problemi d'insicurezza. L'ansia da separazione si manifesta quando i bambini cominciano a sviluppare la propriocezione o a comprendere di essere un'entità separata rispetto al proprio tutore principale (ad esempio il genitore). Allo stesso tempo emerge il concetto di permanenza oggettuale, ossia la consapevolezza da parte dei bambini che qualcosa o qualcuno esiste anche se non viene visto o sentito. Mentre i bambini piccoli cominciano a comprendere che possono venire separati dal proprio tutore primario, non comprendono che ritornerà, e non posseggono ancora il concetto del tempo.

## Sintomi
I sintomi variano nella loro manifestazione individuale, a seconda del contesto, e nella loro intensità. Alcuni sintomi comuni del disturbo includono:
- Malessere, preoccupazione e paura significativi al pensiero o al momento della separazione;
- Aggrapparsi ai genitori, piangere, prorompere in scoppi d'ira e rifiutare di partecipare ad attività che richiedono separazione dalla figura di riferimento[1];
- Paura di eventi nefasti che possono accadere a se stessi o alla figura di riferimento dopo la separazione;
- Difficoltà a dormire in assenza della figura di riferimento; incubi persistenti[7];
- Sintomi somatici veri o inventati tra cui mal di stomaco, crampi, nausea o emicranie[7];
- Comportamenti di elusione, rifiuto, riluttanza e opposizione nel tentativo di impedire la separazione[8].

## Correlazioni neurali
Vi è evidenza preliminare che un'aumentata attività dell'amigdala possa essere associata ai sintomi del disturbo d'ansia da separazione. Sono state inoltre trovate correlazioni con difetti riscontrati nelle aree ventrolaterale e dorsomediana della corteccia prefrontale dei bambini.

## Eziologia
I fattori che contribuiscono al disturbo includono una combinazione e interazione di aspetti biologici, cognitivi, genetici, ambientali, caratteriali e comportamentali.
Fattori comunemente riscontrati riguardano il comportamento dei genitori. Alcuni esempi sono:
1. Carenze affettive e scoraggiamento dell'autonomia nel bambino.
2. Relazioni di attaccamento con genitori e tutori che mostrino un atteggiamento ansioso o insicuro; è stato dimostrato che queste particolari relazioni creano sentimenti di vulnerabilità, paura della solitudine e ansietà cronica.
3. Locus of control (luogo di controllo), fenomeno che ruota attorno alla percezione da parte di un individuo della capacità di controllare gli eventi della sua vita tramite i propri comportamenti e le proprie azioni.
4. Comportamenti iperprotettivi o intrusivi da parte dei genitori che possono scoraggiare l'indipendenza del bambino e corroborare la dipendenza dai genitori[1].
5. Fattori genetici - alcuni studi hanno mostrato che bambini le cui madri soffrono di disturbi d'ansia sono più a rischio di sviluppare il disturbo d'ansia da separazione rispetto a quelli le cui madri non soffrono di disturbi ansiosi[10].

Anche il temperamento del bambino può determinare lo sviluppo del disturbo. Comportamenti timidi ed esitanti possono essere classificati come "temperamenti inibiti dal punto di vista comportamentale" e possono riflettere il senso di ansietà percepito dal bambino quando si trova in un posto o con una persona che non gli è familiare.

## Nel contesto scolastico
Come nel caso degli altri problemi d'ansia, i bambini col disturbo d'ansia da separazione incontrano maggiori ostacoli a scuola rispetto agli altri. L'adattamento e la funzionalità relazionale a scuola sono molto più difficili per i bambini ansiosi. In alcuni casi gravi, i bambini possono avere un comportamento distruttivo in classe o rifiutarsi del tutto di frequentare le lezioni. Si stima che quasi il 75% dei bambini col disturbo d'ansia da separazione mostri una qualche forma di comportamento di rifiuto verso la scuola.
Questo è un problema serio dal momento che, rimanendo indietro con le lezioni, diventa sempre più difficile che ritornino a scuola.
I problemi a breve termine che derivano dal rifiuto scolastico comprendono scarse prestazioni scolastiche o declino nei risultati, alienazione dai compagni e conflitto con la famiglia.

## Criteri diagnostici
L'ansia da separazione si manifesta spesso nell'infanzia, nella fase in cui i bambini piccoli si ambientano in ciò che li circonda. Quest'ansia viene vista come una normale fase dello sviluppo tra i primi mesi dell'infanzia fino all'età di due anni. Secondo alcune fonti non si dovrebbe confermare una diagnosi di disturbo di ansia da separazione fino all'età di tre anni. La diagnosi viene formulata se l'ansia del bambino relativa alla separazione dalla propria casa o da una figura di riferimento si ritiene eccessiva; se il livello di ansietà supera il calibro accettabile per l'età e lo sviluppo del bambino; e se l'ansia ha conseguenze negative sulla sua vita quotidiana.
Un aspetto molto importante nella diagnosi di questo disturbo consiste nella piena comprensione dei sintomi nel momento in cui si presentano. Il medico deve prendere nota di come i comportamenti vengono mostrati, la loro durata, il contesto in cui si manifestano, e la gravità dei sintomi. È anche importante capire quali sono i possibili fattori aggravanti.

## Metodi e strumenti di valutazione
I metodi di valutazione comprendono colloqui diagnostici, auto-osservazione da parte dei genitori e del bambino, osservazione dell'interazione tra genitori e bambino, e valutazione specialistica per i bambini in età prescolare. È di vitale importanza investigare e comprendere le varie sfaccettature dello sviluppo del bambino tra cui la vita sociale, le abitudini alimentari, gli orari del sonno, eventuali problemi di salute, esperienze traumatiche vissute, e un'anamnesi familiare di disturbi mentali o di ansietà. Compilare la rassegna di tutti gli aspetti della vita di un bambino aiuta ad acquisirne una visione pluridimensionale.

### Colloqui diagnostici
I dottori possono utilizzare dei colloquio come strumento di valutazione per misurare il manifestarsi dei sintomi e aiutare a diagnosticare il disturbo d'ansia da separazione. I colloqui possono avvenire col bambino, anche in presenza della sua figura di attaccamento. Parlare con il bambino e i genitori separatamente permette di raccogliere diversi punti di vista e diverse informazioni.

### Auto-osservazione
Questa forma di valutazione non dovrebbe essere l'unica base per una diagnosi del disturbo. È anche importante verificare che il bambino che riferisce le proprie esperienze abbia capacità cognitive e comunicative adeguate a comprendere in modo accurato e a rispondere a queste misure valutative. 

### Osservazione
Come sottolineato da Altman, McGoey e Sommer, è importante osservare il bambino "in molteplici contesti, in occasioni diverse, e nei loro ambienti quotidiani (casa, asilo, scuola materna)". Si possono trarre informazioni utili dalla visualizzazione delle interazioni e dei comportamenti, sia del bambino, sia dei genitori, che possono contribuire al disturbo.

### Osservazione in età prescolare
Nella fase prescolare, l'identificazione del problema e l'intervento tempestivo sono essenziali. Resta ancora molto da fare riguardo alla creazione di un sistema di valutazione appropriato alle varie età dei bambini più piccoli. È importante considerare le abilità compositive e comunicative dei bambini in queste fasce d'età.
Esistono negli Stati Uniti degli strumenti valutativi per le età comprese tra 2 e 5 anni (PAPA, Preschool Age Psychiatric Assessment (PAPA). Vi sono questionari e scale di classificazione addizionali (Scala Achenbach, Fear Survey Schedule for Infants and Preschoolers, Infant–Preschool Scale for Inhibited Behaviors).
Si usano anche osservazioni comportamentali per valutare il disturbo nella popolazione più giovane. Le osservazioni permettono ai dottori di visualizzare alcuni comportamenti e alcune espressioni emotive in contesti specifici.

## Trattamento

### Non farmacologico
I metodi non farmacologici non prevedono la somministrazione di medicine e vanno esplorati prima di passare ai trattamenti farmacologici. Il consulto psicologico tende a essere la migliore alternativa a una terapia farmacologica. I tipi di terapia psicologica a cui si fa tipicamente ricorso includono psicoterapia comportamentale, cognitiva e individuale, così come supporto psicologico per i genitori e gli insegnanti su come aiutare il bambino.

#### Terapia comportamentale
Le terapie comportamentali sono un tipo di terapie non farmacologiche che consistono principalmente in tecniche basate sull'esposizione. Queste includono desensitivizzazione sistematica, immaginazione emotiva, participant modeling e gestione della contingenza. I bambini sono mandati a scuola e infine mostrano un progressivo miglioramento dei sintomi d'ansia.

#### Gestione della contingenza
La gestione della contingenza è una forma di trattamento che si è rivelata efficace per i bambini più giovani. La gestione della contingenza si basa su un sistema di gratificazione con rinforzo verbale o tangibile. Quando i bambini sottoposti a gestione della contingenza mostrano segni di indipendenza, ricevono una lode o un premio. I bambini in età prescolare sintomatici per il disturbo d'ansia da separazione non hanno le capacità comunicative per esprimere le proprie emozioni o la capacità di autocontrollo necessaria ad affrontare da soli l'ansia da separazione, per questo è importante che nei casi di pazienti così giovani vi sia il coinvolgimento dei genitori.

#### Terapia cognitiva
La terapia cognitiva ha lo scopo di ridurre i sentimenti d'ansia nei bambini con disturbo d'ansia da separazione esponendo il soggetto a situazioni che inducono ansietà e tramite processi metacognitivi attivi per ridurre i pensieri ansiogeni.
Secondo Kendall e collaboratori, vi sono quattro componenti che vanno insegnate a un bambino sottoposto a terapia cognitiva:
1. Riconoscere i sentimenti e i comportamenti ansiosi
2. Confrontarsi sulle situazioni che provocano comportamenti d'ansia
3. Sviluppare un piano di coping che includa reazioni appropriate a determinate situazioni
4. Valutare l'efficacia del piano di coping.

Il metodo alla base della terapia cognitiva è l'assunzione che le ragioni del disturbo d'ansia da separazione siano delle lacune cognitive.
Uno studio del 1998 condotto su bambini di età inferiore a 9 anni ha rilevato che il 64% dei bambini trattati non rientravano nei requisiti del DSM per l'ansia da separazione. Solo il 5% dei bambini in lista d'attesa mostrava questi risultati.
Un altro studio ha analizzato il contenuto dei pensieri in bambini ansiosi che soffrivano di ansia da separazione in concomitanza con fobia sociale e/o ansia generalizzata. I risultati hanno arricchito la conoscenza della terapia cognitiva. È stato proposto di utilizzare la terapia cognitiva per i bambini affetti da ansia da separazione (e lo stesso vale per la fobia sociale e l'ansia generalizzata) per identificare percezioni cognitive negative del proprio comportamento in reazione alla minaccia di situazioni che possano evocare ansia, e per modificare questi pensieri al fine di aumentare l'autostima e la propria capacità di affrontare la situazione considerata in modo appropriato.
Le procedure cognitive procedures sono la forma di trattamento considerata ideale per i bambini con ansia da separazione in età più avanzate. La teoria che sta alla base di questa tecnica è che i pensieri, gli atteggiamenti e le convinzioni disfunzionali del bambino sono la causa dell'ansia e portino a comportamenti ansiosi. Ai bambini trattati con procedure cognitive viene insegnato a chiedersi se vi sono "prove" a supporto dei loro pensieri e comportamenti ansiosi. Vengono loro insegnati "pensieri di coping" da usare nelle situazioni a rischio di ansia e a congratularsi con se stessi per aver gestito la situazione con coraggio.

### Farmacologico
ll trattamento farmacologico si usa in casi estremi, quando nessuno dei trattamenti non farmacologici è efficace, e tipicamente per porre rimedio al rifiuto scolastico. Tuttavia, i bambini che rifiutano la scuola possono soffrire di disturbi diversi rispetto a quello d'ansia da separazione. La gestione farmacologica dell'ansia da separazione include l'uso di inibitori selettivi della ricaptazione della serotonina.

## Prognosi
È importante aiutare i bambini che soffrono di ansia da separazione a identificare le circostanze che scatenano la loro ansia, ossia gli eventi di separazione imminenti. La capacità di un bambino di tollerare le separazioni dovrebbe crescere gradualmente nel tempo e con l'esposizione graduale agli eventi ansiogeni. Maggiori possibilità di recupero si verificano quando il bambino che soffre del disturbo d'ansia da separazione viene incoraggiato a sentirsi capace e in grado di gestire la situazione, così come quando riesce a discutere i sentimenti associati agli eventi che scatenano l'ansietà.
I bambini che soffrono di questo disturbo spesso reagiscono negativamente all'ansia percepita nei propri tutori e nei propri genitori, specialmente se questi sono di per sé ansiosi, poiché possono inconsapevolmente confermare le paure irrealistiche del bambino che qualcosa di terribile possa succedere dopo la separazione. È quindi d'importanza cruciale che i genitori e i tutori si rendano conto delle proprie emozioni e comunichino un senso di sicurezza e fiducia nel contesto della separazione.

## Effetti a lungo termine
Diversi studi sono orientati a comprendere l'effetto a lungo termine sulla salute mentale dei bambini affetti da disturbo d'ansia da separazione. Il disturbo ha contribuito alla vulnerabilità e ha agito come fattore di rischio considerevole nello sviluppo di disturbi mentali in persone di età comprese tra i 19 e i 30 anni. Nello specifico, si presentavano con maggiore probabilità disturbi come gli attacchi di panico e le sindromi depressive. Altre fonti supportano l'idea che queste due psicopatologie siano più probabili in persone con una storia di disturbo d'ansia da separazione.

## In altri animali
Il disturbo d'ansia da separazione può manifestarsi anche nei cani. In questi casi, la masticazione prolungata rappresenta una forma di compensazione e un modo per scaricare lo stress.